# Mirsad Bešlija
Mirsad Bešlija est un footballeur bosnien naturalisé belge en 2007, né le 6 juillet 1979 à Živinice en Yougoslavie. 
Il mesure 1,83 m et occupe le poste d'ailier droit.

## Biographie

### Slaven Živinice
Beslija commence sa carrière au Slaven Živinice. Bien qu'il figure parmi l'un des plus jeunes joueurs dans l'équipe, il devient rapidement une pièce importante de l'équipe première. En 1997, il signe au NK Bosna Visoko, une équipe évoluant alors en première division.

### Bosna Visoko
Il passe deux saisons au NK Bosna Visoko. En parallèle, il est sélectionné en équipe de Bosnie-Herzégovine espoirs.

### Željezničar Sarajevo
Son ascension rapide suscite l'intérêt du FK Željezničar Sarajevo. Il signe en faveur de ce club en l'an 2000, devenant un favori des supporters lors de son unique saison dans la capitale. Alors qu'il évolue dans ce club, il reçoit sa première sélection en équipe de Bosnie-Herzégovine, le 12 janvier 2001, contre le Bangladesh. Quelques jours plus tard, le 18 janvier, il inscrit son premier but en sélection, lors d'un match face à l'Uruguay.

### Racing Genk
Beslija rejoint le club belge du Racing Genk en juillet 2001. Il reste pendant cinq ans à Genk. 
C'est avec cette équipe qu'il joue ses premiers matchs en Ligue des champions. Lors de cette compétition, il inscrit un but contre le club tchèque du Sparta Prague, le 13 août 2002, à l'occasion du troisième tour préliminaire.
Avec Genk, il joue plus de 130 matchs en championnat, et remporte le titre de champion lors de la saison 2001-2002.

### Heart of Midlothian
Il rejoint le club écossais d'Heart of Midlothian en janvier 2006 pour une valeur de 850 000 £ (1,22 million €). Il s'agit alors d'un transfert record pour Heart of Midlothian.

### Saint-Trond VV
Il est prêté au club belge de Saint-Trond pour la saison 2007-08. Il est libéré par Heart of Midlothian en octobre 2008. Il retourne alors dans son pays natal, au FK Željezničar Sarajevo.

## Carrière
| Saison                 | Club                    | Championnat             | Championnat | Championnat | Coupe(s) nationale(s) | Coupe(s) nationale(s) | Compétition(s) continentale(s) | Compétition(s) continentale(s) | Compétition(s) continentale(s) | Bosnie-Herzégovine | Bosnie-Herzégovine | Total | Total |
| Saison                 | Club                    | Division                | M.          | B.          | M.                    | B.                    | Comp.                          | M.                             | B.                             | M.                 | B.                 | M.    | B.    |
| 1995 - 1996            | Slaven Živinice         | Premijer Liga BiH       | -           | -           | -                     | -                     | -                              | -                              | -                              | -                  | -                  | 0     | 0     |
| 1996 - 1997            | Slaven Živinice         | Premijer Liga BiH       | -           | -           | -                     | -                     | -                              | -                              | -                              | -                  | -                  | 0     | 0     |
| 1997 - 1998            | NK Bosna Visoko         | Premijer Liga BiH       | -           | -           | -                     | -                     | -                              | -                              | -                              | -                  | -                  | 0     | 0     |
| 1998 - 1999            | NK Bosna Visoko         | Premijer Liga BiH       | -           | -           | -                     | -                     | -                              | -                              | -                              | -                  | -                  | 0     | 0     |
| 1999 - 2000            | NK Bosna Visoko         | Premijer Liga BiH       | -           | -           | -                     | -                     | -                              | -                              | -                              | -                  | -                  | 0     | 0     |
| 2000 - 2001            | FK Željezničar Sarajevo | Premijer Liga BiH       | -           | -           | -                     | -                     | C3                             | -                              | -                              | 5                  | 1                  | 5     | 1     |
| 2001 - 2002            | Racing Genk             | Jupiler Pro League      | 29          | 5           | -                     | -                     | -                              | -                              | -                              | 4                  | 0                  | 33    | 5     |
| 2002 - 2003            | Racing Genk             | Jupiler Pro League      | 30          | 4           | -                     | -                     | C1                             | 8                              | 1                              | 6                  | 0                  | 44    | 5     |
| 2003 - 2004            | Racing Genk             | Jupiler Pro League      | 34          | 2           | -                     | -                     | -                              | -                              | -                              | 6                  | 0                  | 40    | 2     |
| 2004 - 2005            | Racing Genk             | Jupiler Pro League      | 27          | 4           | -                     | -                     | C4                             | 2                              | 0                              | 7                  | 0                  | 36    | 4     |
| 2005 - janv. 2006      | Racing Genk             | Jupiler Pro League      | 14          | 2           | -                     | -                     | C4                             | 2                              | 0                              | 2                  | 0                  | 18    | 2     |
| janv. 2006 - 2006      | Heart of Midlothian     | Scottish Premier League | 4           | 0           | -                     | -                     | -                              | -                              | -                              | 1                  | 0                  | 5     | 0     |
| 2006 - 2007            | Heart of Midlothian     | Scottish Premier League | 5           | 0           | -                     | -                     | C1                             | 2                              | 0                              | 2                  | 0                  | 9     | 0     |
| 2007 - 2008            | Saint-Trond VV          | Jupiler Pro League      | 11          | 0           | -                     | -                     | -                              | -                              | -                              | -                  | -                  | 11    | 0     |
| 2008 - oct. 2008       | Heart of Midlothian     | Scottish Premier League | -           | -           | -                     | -                     | -                              | -                              | -                              | -                  | -                  | 0     | 0     |
| oct. 2008 - janv. 2009 | Libre                   | -                       | -           | -           | -                     | -                     | -                              | -                              | -                              | -                  | -                  | 0     | 0     |
| janv. 2009 - 2009      | FK Željezničar Sarajevo | Premijer Liga BiH       | 8           | 2           | -                     | -                     | -                              | -                              | -                              | -                  | -                  | 8     | 2     |
| 2009 - 2010            | FK Željezničar Sarajevo | Premijer Liga BiH       | 22          | 3           | -                     | -                     | -                              | -                              | -                              | -                  | -                  | 22    | 3     |
| 2010 - 2011            | FK Željezničar Sarajevo | Premijer Liga BiH       | 24          | 4           | -                     | -                     | C1                             | 1                              | 0                              | -                  | -                  | 25    | 4     |
| 2011 - 2012            | FK Željezničar Sarajevo | Premijer Liga BiH       | 21          | 1           | -                     | -                     | C3                             | 4                              | 1                              | -                  | -                  | 25    | 2     |
| 2012 - nov. 2012       | FK Željezničar Sarajevo | Premijer Liga BiH       | 10          | 1           | -                     | -                     | C1                             | 2                              | 0                              | -                  | -                  | 12    | 1     |
| Total sur la carrière  | Total sur la carrière   | Total sur la carrière   | 239         | 28          | 0                     | 0                     | -                              | 21                             | 2                              | 33                 | 1                  | 293   | 31    |

## Palmarès
NK Bosna Visoko : 
- Vainqueur de la Coupe de Bosnie-Herzégovine en 1999

 FK Željezničar Sarajevo : 
- Champion de Bosnie-Herzégovine en 2001, 2010, 2012 et 2013
- Vainqueur de la Coupe de Bosnie-Herzégovine en 2001, 2011 et 2012

 Racing Genk : 
- Champion de Belgique en 2002